# Bandung (regentschap)
Bandung is een regentschap in de provincie West-Java op het eiland Java. Het regentschap  telde bij de volkstelling in 2020 3.623.790 inwoners op een oppervlakte van 1768 km². De hoofdplaats van het regentschap is Soreang.
Het regentschap Bandung ligt grotendeels ten zuiden en zuidoosten van de stad Bandung en is onderdeel van diens agglomeratie “Bandung Basin”. Tot 2007 was het regentschap veel groter. In dat jaar is het regentschap West-Bandung afgesplitst.
Het voetbalstadion Jalak Harupat Soreang-stadion is gelegen in het regentschap Bandung.
Stadsgemeenten: Bandung · Banjar · Bekasi · Bogor · Cimahi · Cirebon · Depok · Sukabumi · Tasikmalaya

Regentschappen: Bandung · Bekasi · Bogor · Ciamis · Cianjur · Cirebon · Garut · Indramayu · Karawang · Kuningan · Majalengka · Pangandaran · Purwakarta · Subang · Sukabumi · Sumedang · Tasikmalaya · West-Bandung